# Tom Sloan (football, 1880)
Pour les articles homonymes, voir Tom Sloan.
Thomas « Tom » Sloan (né le 4 octobre 1880 à Glasgow et mort le 18 mai 1964) est un footballeur international écossais.

## Carrière
Sloan joue au Third Lanark Athletic Club. Il fait l'objet d'un sélection en équipe d'Écosse en 1904. Il s'agit d'un match disputé contre le Pays de Galles à Dundee (score : 1-1).
Il est le capitaine du Third Lanark Athletic Club lorsque l'équipe devient championne en 1904. Sloan remporte également une Coupe d'Écosse avec cette équipe. Il deviendra plus tard directeur de ce club.